# Malin Biller
Pour les articles homonymes, voir Biller (homonymie).

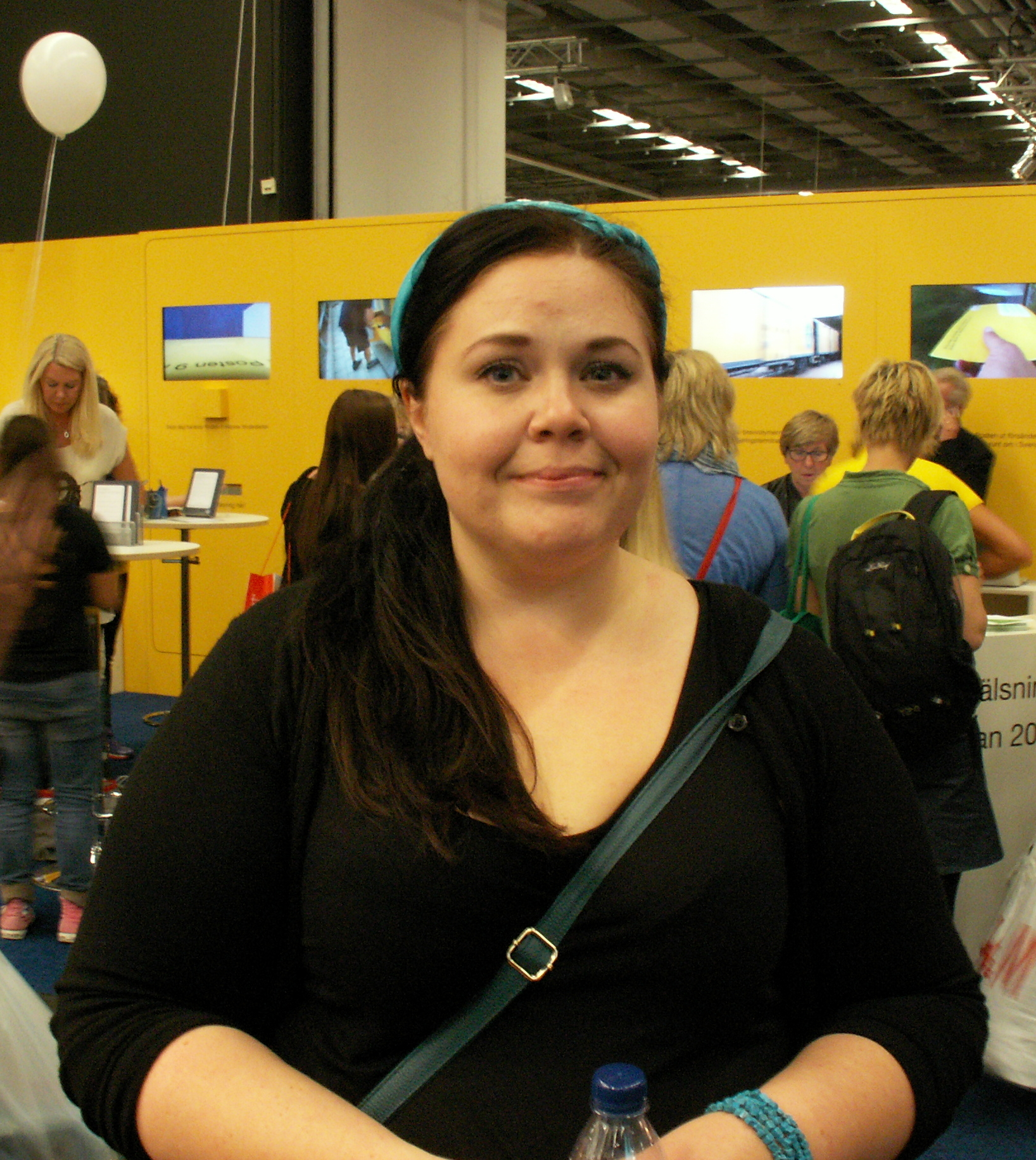
Biller en 2013.

Malin Biller, née le 3 mars 1979 à Helsingborg, en Suède, est une auteure de bande dessinée suédoise surtout connue pour ses comic strips autobiographiques.

## Distinctions
- 2011 : Prix Urhunden du meilleur album suédois pour Om någon vrålar i skogen
- 2015 : Prix Adamson du meilleur auteur suédois pour l'ensemble de son œuvre (partagé avec Peter Bergting)